# Fernando Pessoa

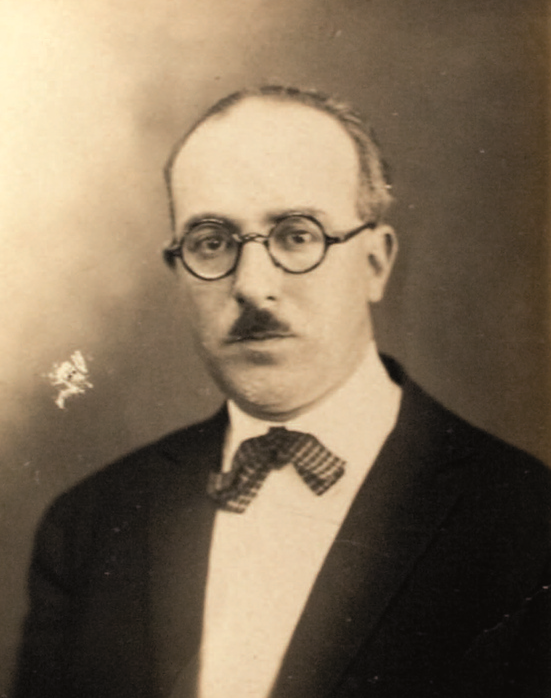
Fernando Pessoa (1928)

Fernando Pessoa [fɨɾˈnɐ̃du pɨˈsoɐ] (* 13. Juni 1888 in Lissabon; † 30. November 1935 ebenda), eigentlich Fernando António Nogueira de Seabra Pessoa, war ein portugiesischer Dichter, Schriftsteller, Angestellter eines Handelshauses und Denker, der sich mit zahlreichen Mysterien auseinandersetzte. Er verfasste seine Werke hauptsächlich unter den drei Heteronymen Alberto Caeiro, Ricardo Reis, Álvaro de Campos und dem Halb-Heteronym Bernardo Soares. Weitere Heteronyme Pessoas waren die Brüder Charles James und Alexander Search.
Pessoa gilt neben Luís de Camões als bedeutendster Lyriker Portugals; er ist einer der wichtigsten Dichter in portugiesischer Sprache und gehört zu den bedeutendsten Autoren des 20. Jahrhunderts. 

## Leben

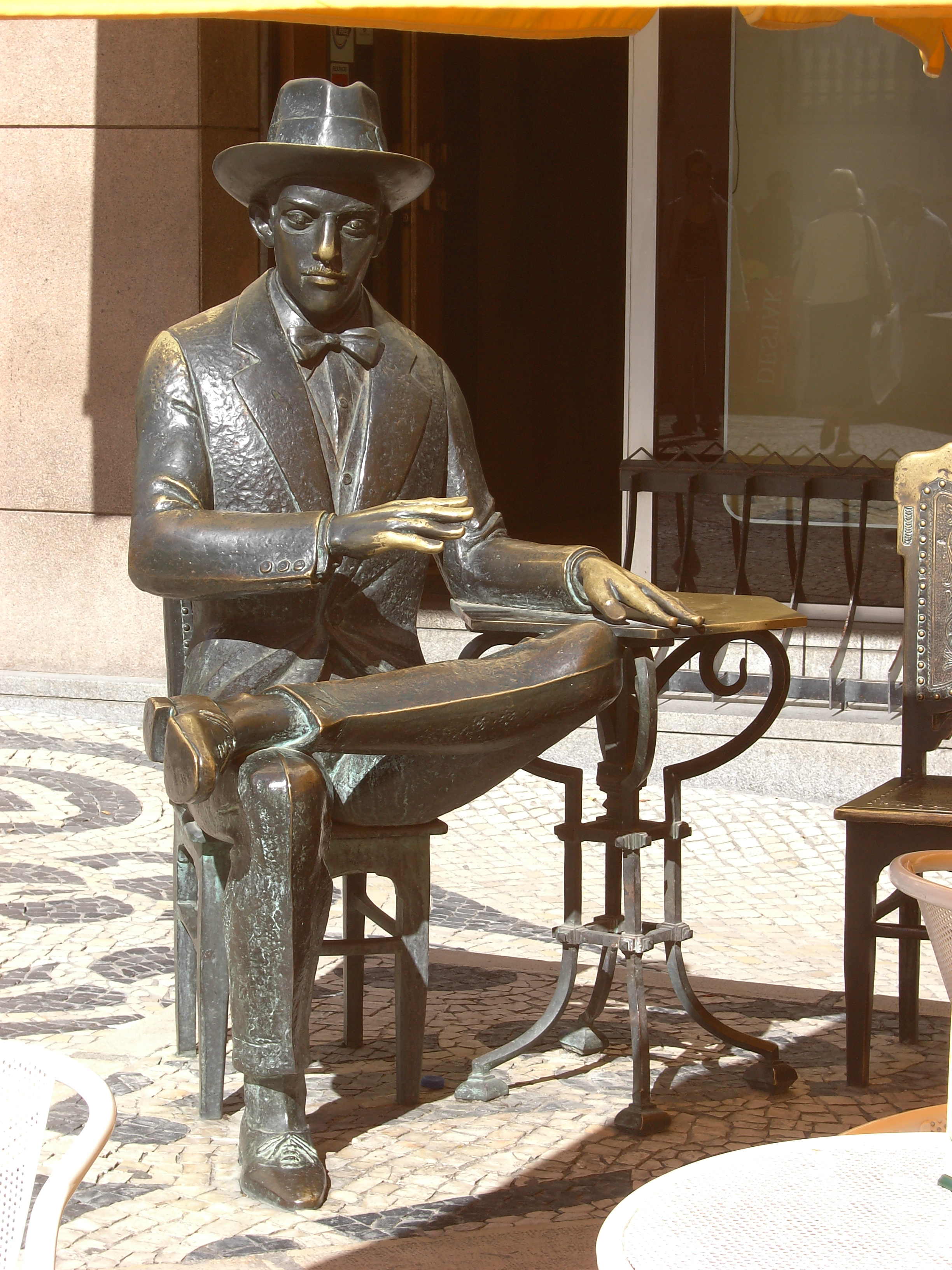
Pessoa-Skulptur
vor dem Café A Brasileira
im Stadtteil Chiado in Lissabon

Pessoa war fünf Jahre alt, als sein Vater an Schwindsucht starb. Die Mutter heiratete zwei Jahre später den portugiesischen Konsul in Durban/Südafrika. Dort verbrachte Pessoa einen Großteil seiner Jugend und kam so mit der englischen Kultur in Kontakt. Mit 17 Jahren kehrte er in seine Geburtsstadt Lissabon zurück und begann ein Studium der Literaturwissenschaft, das er aber nicht beendete. Nach einer dreimonatigen Mitarbeit bei Felix, Valladas & Freitas Ltd., einem erfolglosen Handel mit Werkzeugen in der rua da Assumpção 42, an dem sein Cousin Mario Freitas da Costa Miteigentümer war, war Pessoa als Handelskorrespondent tätig und führte bis zu seinem Tod ein unauffälliges Leben. 
Eine Zeitlang war Pessoa der Saudosismo-Bewegung verbunden, die eine kulturelle Revolution und „Portugiesische Renaissance“ wollte.
Die einzige bekannte Beziehung zu einer Frau begann 1920 im Büro seines Cousins, wo die 19-jährige Ophelia Queiroz sich für eine Stelle als Sekretärin vorstellte und diese auf Drängen Pessoas auch bekam. Die beiden gingen wenig später ein kurzes Verlöbnis ein und Pessoa schrieb der jungen Frau 1920 und dann erneut 1929 insgesamt 48 Briefe.
Eine Eigentümlichkeit des Autors Pessoa ist der Gebrauch von Heteronymen. Diese stehen, im Unterschied zu üblichen Pseudonymen, für verschiedene fiktive Autoren mit eigenen Biographien, eigenen Schreibstilen, Themen, Motiven und philosophischen Kontexten. Der englische Übersetzer Pessoas, Richard Zenith, zählt 72 verschiedene Namen, wobei nicht immer klar wird, welche davon für Heteronyme stehen und welche Pseudonyme sind – entweder für Pessoa selbst oder für eines der Heteronyme.
Die drei wichtigsten Heteronyme sind Alberto Caeiro, Álvaro de Campos und Ricardo Reis. Pessoa beschreibt die drei folgendermaßen:

„Ricardo Reis wurde 1887 in Porto geboren (ich erinnere mich nicht an Monat und Tag, aber irgendwo habe ich die Daten); er ist Arzt und gegenwärtig in Brasilien. Alberto Caeiro wurde 1889 geboren und starb 1915; er kam in Lissabon zur Welt, lebte aber fast sein ganzes Leben auf dem Land. Er hatte keinen Beruf und fast keine Bildung. Álvaro de Campos wurde in Tavira geboren, am 15. Oktober 1890 (um 1:30 Uhr nachmittags […]). Er ist […] Schiffsbauingenieur (studiert in Glasgow), doch jetzt ist er hier in Lissabon ohne Tätigkeit.“

Álvaro de Campos, Ricardo Reis und auch Fernando Pessoa selbst bezeichnen Alberto Caeiro als ihren Meister. Das Schlüsselwerk für die drei ist Alberto Caeiros O Guardador de Rebanhos (Der Hüter der Herden). Hierbei handelt es sich um einen Gedichtzyklus, der in Anlehnung an die Thematik der Hirtendichtung eine von Pessoa, Campos und Reis als Paganismus bezeichnete Philosophie vorträgt.
Ricardo Reis folgt diesem Paganismus in Form eines klassizistischen Neuhellenismus. Seine Gedichte, die er als Oden bezeichnet, sind stark rhythmisiert. Álvaro de Campos ist weniger an eine äußere Form gebunden; seine Gedichte sind oft ohne festen Rhythmus, doch finden sich auch einige Sonette. Thematisch beziehen sie sich auf ein urbanes Umfeld und präsentieren ihr Lyrisches Ich oft als gescheitertes Genie, z. B. in dem berühmten Gedicht Tabacaria (Tabaksladen). Für ihn wie für Fernando Pessoa selbst ist v. a. der Okkultismus das Bindeglied zu Caeiros’ Paganismus.
Die Beziehung der vier zueinander (Pessoa selbst mit eingeschlossen) ist nicht einfach zu entschlüsseln. Dies liegt z. T. an der komplexen, oft widersprüchlich erscheinenden Struktur der Texte. So ist der erste Satz des Zyklus Der Hüter der Herden: Ich habe nie Herden gehütet. Es liegt aber auch an den oft irreführenden Kommentaren, die Pessoa über die Heteronyme hinterlassen hat. So sagt Pessoa über den Schreibstil der drei:

„[…] Caeiro schrieb schlecht Portugiesisch, Campos akzeptabel, aber mit Lapsus wie ‚ich selber‘ anstatt ‚ich selbst‘ etc. Reis schreibt besser als ich [!], aber mit einer Reinheit, die ich übertrieben finde.“

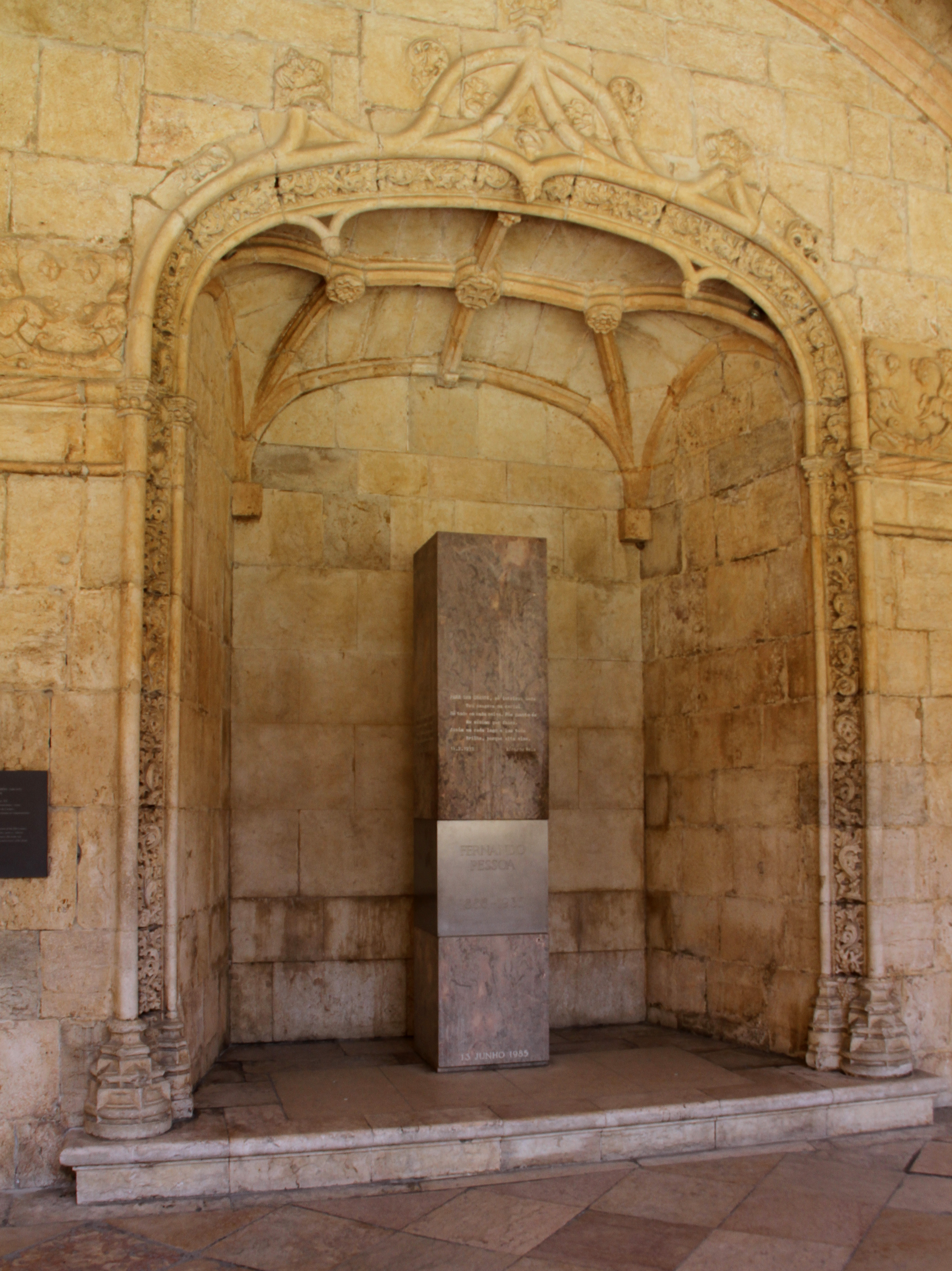
Grabmal des Fernando Pessoa im Mosteiro dos Jerónimos in Belém

Unter Pessoas Mitwirkung inszenierte Aleister Crowley Ende August 1930, nachdem ihn seine Geliebte Hanni Jaeger verlassen hatte, seinen vorgetäuschten Selbstmord in der Nähe von Cascais, an der „Boca do Inferno“.
Pessoa sprach dem Alkohol stark zu, rauchte gern und starb an den Folgen einer Leberzirrhose. Seinen letzten Satz schrieb er auf Englisch nieder: I know not what tomorrow will bring… (Ich weiß nicht, was der morgige Tag bringen wird). Seit 1985 befinden sich seine Gebeine im portugiesischen Nationalheiligtum, dem Hieronymus-Kloster in Belém. Auf seinem Grabmal sind Verse von Caeiro, Reis und Campos eingelassen, aber keiner von Pessoa. Das Zitat von Álvaro de Campos auf der Stele lautet:

„Nein: ich will nichts.
Ich sagte bereits, dass ich nichts will.
Kommt mir nur nicht mit Schlussfolgerungen!
Die einzige Schlussfolgerung ist der Tod.“

## Werk
Pessoa wurde zu Lebzeiten nur von wenigen Freunden als Dichter geschätzt und anerkannt. Die meisten seiner Manuskripte landeten unveröffentlicht in einer Truhe. Als Pessoa starb, umfasste sein Werk über 24.000 Fragmente. Neben Prosa und Dichtungen gehören dramatische Skizzen sowie politische und soziologische Schriften zu einem epochalen Nachlass, der immer noch nicht vollständig aufgearbeitet und veröffentlicht ist.
Pessoa begann seine schriftstellerische Tätigkeit, indem er Gedichte in englischer Sprache schrieb und englische Gedichte ins Portugiesische übersetzte. Es folgten Gedichte in portugiesischer Sprache in mehreren Zeitschriften. Schließlich gründete Pessoa zusammen mit Mário de Sá-Carneiro und Luis de Montalvor die Zeitschrift Orpheu, von der nur zwei Nummern erschienen sind.
Das Buch der Unruhe (Livro Do Desassossego) gilt als seine wichtigste Prosa-Arbeit. Pessoa sammelte etwa ab 1913 bis 1934 tagebuchartige Reflexionen und Beobachtungen, die er auf Zetteln und in Notizbüchern niederschrieb. Er beabsichtigte bereits zu Lebzeiten, diese Notizen unter dem Titel Buch der Unruhe zu veröffentlichen. Doch erst 47 Jahre nach seinem Tod erschien 1982 eine erste Ausgabe. Die aktuelle Ausgabe enthält 481 in sich geschlossene Abschnitte, die Pessoa zumeist auf einen Wurf hin gelangen.
Es ist von dichter, poetischer Genauigkeit der Darstellung und handelt überwiegend von der Wahrnehmung und Beschreibung subtiler Dinge des Alltags und des Daseins überhaupt. In seiner intellektuellen Brillanz und Überlegenheit ist es nicht ohne Traurigkeit und Kälte.
Pessoa war mit Aleister Crowley befreundet und verfasste unter diesem Einfluss eine Anzahl politischer und esoterischer Schriften, die ihn als radikal antidemokratischen Denker mit stark messianistischen Zügen ausweisen.

## Rezeption

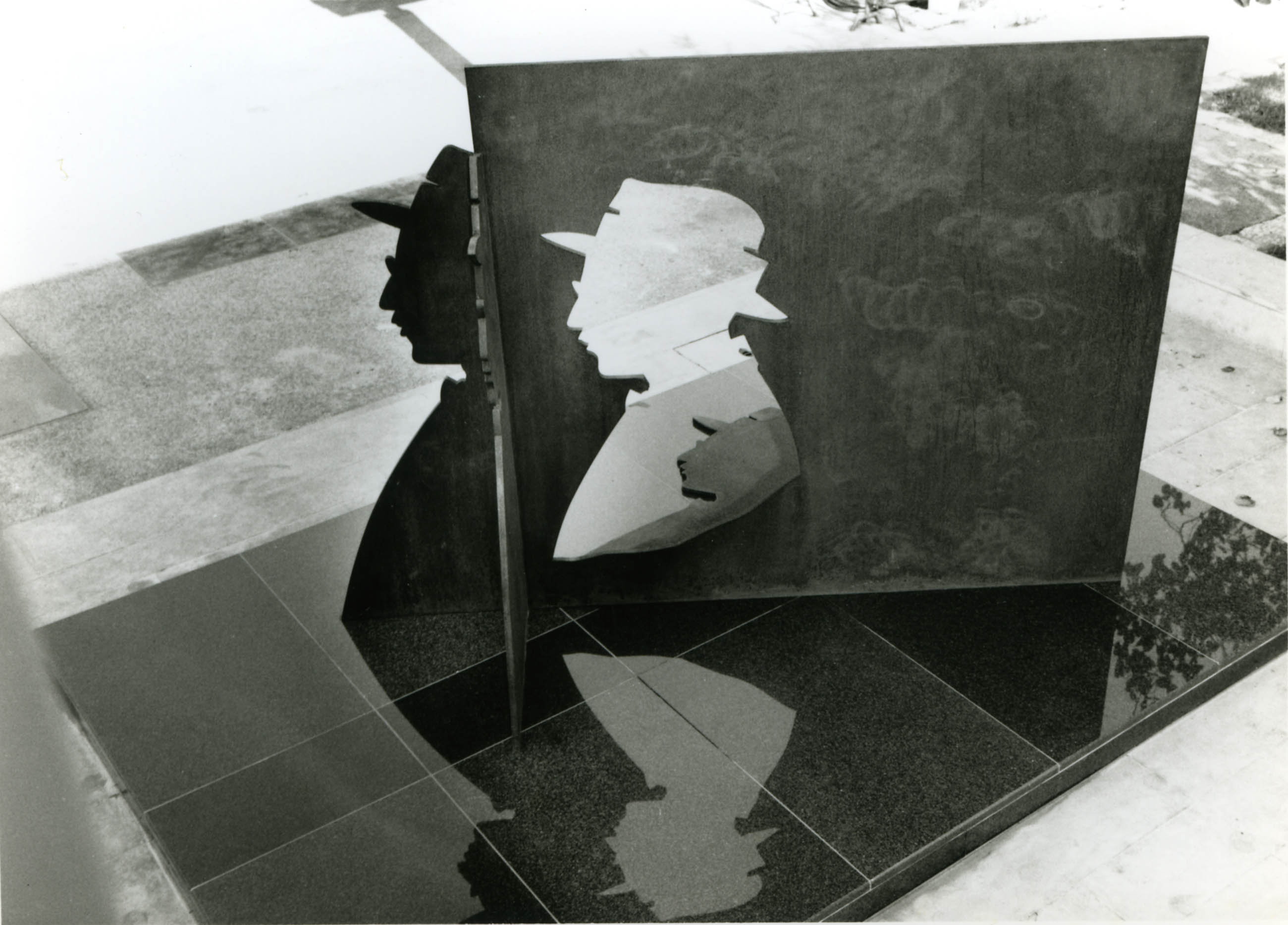
Pessoa-Skulptur
auf dem Terrain der
Deutschen Schule Lissabon
im Stadtteil Alvalade in Lissabon

### Musik
Heute wenden sich vor allem portugiesische Musiker den Texten Pessoas zu, insbesondere Fadistas, aber auch andere. Beispielsweise singt die portugiesische Sängerin Mariza auf dem 2005 erschienenen Album Transparente Lyrik von Pessoa. Das Buch Fernando Pessoa – O Fado e a Alma Portuguesa (2013) mit beiliegender Compilation-CD versammelte 20 weitere solcher Beispiele, darunter bis dahin unveröffentlichte Fado-Bearbeitungen durch Carminho, Ricardo Ribeiro, Débora Rodrigues, Ana Laíns, Mafalda Arnauth und Ana Sofia Varela. Unter den weiteren vertretenen Namen waren Mariza, Camané, Mísia, Pedro Moutinho, Kátia Guerreiro, Hélder Moutinho, António Zambujo, Cristina Branco und Ana Moura, u. a.
2002 erschien beim brasilianischen Label Biscoito Fino die CD-Compilation A Música em Pessoa, mit vertonten Gedichten und Texten Pessoas von Musikern wie  Tom Jobim, Nana und Dori Caymmi, Edu Lobo, Toninho Horta, Vânia Bastos oder Milton Nascimento, und auch Schauspieler wie Marília Pêra und Jô Soares waren vertreten.

### Film und Fernsehen
Mehrfach wurden Werke Fernando Pessoas verfilmt, insbesondere im Portugiesischen Kino (besonders häufig und erfolgreich von João Botelho), aber auch in internationalen Produktionen, da besonders häufig in französischen und italienischen Adaptionen.
Häufig widmeten sich Schauspieler auch in Funk und Fernsehen den Texten Pessoas. So blieben die Rezitationen Pessoas durch João Villaret in der RTP unvergessen und wurden mehrfach als Tonträger veröffentlicht, und bekannte Schauspieler sprachen Hörbücher von Werken Pessoas ein, darunter in Portugal Filipe Vargas (O Banqueiro Anarquista, 2009) und São João Lapa (Um Jantar Muito Original, 2007) und im deutschsprachigen Raum Hanns Zischler (Ein anarchistischer Bankier, 2006) oder auch Udo Samel (Das Buch der Unruhe, 2006 für den rbb).
In Lissabonner Requiem (von Regisseur Alain Tanner 1998, nach einem Roman von Antonio Tabucchi) sucht die Hauptfigur den Geist Fernando Pessoas zu treffen.

## Biographien
- Ángel Crespo: La vida plural de Fernando Pessoa. Barcelona: Seix Barral 1988. (dt.: Fernando Pessoa. Das vervielfältigte Leben. Zürich Ammann 1996, ISBN 9783250102823.)
- Robert Bréchon: Etrange étranger. Paris 1996, ISBN 9782267013696.
- Georges Güntert: Das fremde Ich. Fernando Pessoa. Walter de Gruyter & Co., Berlin 1971, ISBN 3-11-003835-8.
- João Gaspar Simões: Vida e obra de Fernando Pessoa. Lisboa 1991, ISBN 9789898137418.

## Werke
- [Alberto Caeiro]. Poesias – Poesie. Ammann, Zürich 2004, ISBN 3-250-10451-5.
- [Álvaro de Campos]. Dichtungen. Ammann, Zürich 2007, ISBN 978-3-250-10454-4.
- [António Mora]. Rückkehr der Götter. Ammann, Zürich 2005, ISBN 3-250-10452-3.
- Die Stunde des Teufels und andere seltsame Geschichten, dt. von F. Henseleit. Ammann, Zürich 1997, ISBN 3-250-10381-0.
- Das Buch der Unruhe des Hilfsbuchhalters Bernardo Soares. Ammann, Zürich 2003, ISBN 3-250-10450-7.
- Der Seemann. Ein statisches Drama. Turia + Kant, Wien/Berlin 2016, ISBN 978-3-85132-816-5.
- Ein anarchistischer Bankier. Fischer, Frankfurt 2003, ISBN 3-8031-1105-6.
- Faust. Eine subjektive Tragödie; Fragmente und Entwürfe. Ammann, Zürich 1990, ISBN 3-250-10136-2.
- Lissabon. Was der Tourist sehen sollte. TFM – Verlag Teo Ferrer de Mesquita, Frankfurt 1995, ISBN 3-925203-42-7.
- Mein Lissabon, Was der Reisende sehen sollte. Ammann, Zürich 2001, ISBN 3-250-30007-1.
- Mensagem – Botschaft, 1935
- [Ricardo Reis]. Oden. Ammann, Zürich 2005, ISBN 3-250-10453-1.
- Juden und Freimaurerei. Essay. Edition Erata, Leipzig 2006, ISBN 3-86660-001-1.
- Genie und Wahnsinn. Schriften zu einer intellektuellen Biographie. Ammann, Zürich, 2010, ISBN 978-3-250-10456-8.
- 144 Vierzeiler. Ammann, Zürich, 1995, ISBN 3-250-10221-0.
- Fernando Pessoa. Dokumente zur Person und ausgewählte Briefe. Ammann, Zürich, 1988, ISBN 3-250-10112-5.
- Wenn das Herz denken könnte. Sätze aus dem Gesamtwerk, zusammengestellt von Marie-Luise Flammersfeld und Egon Ammann. Ammann, Zürich 2006, ISBN 3-250-25001-5.
- Er selbst. Poesia -Poesie, S. Fischer, Frankfurt am Main 2014, ISBN 978-3-10-010132-7.
- Geliebter Fernando Pessoa : Der Briefwechsel, ins Deutsche übersetzt von Frank Henseleit, Köln : KUPIDO Literaturverlag, 2024, ISBN 978-3-96675-070-7